# Skoleret
Skoleret er oprindelig en straf anvendt i skolen, hvor man blev pisket af skolens lærere og disciple.
I dag bruges vendingen "at stå skoleret" om at blive afkrævet forklaring for sine handlinger og derefter evt. blive irettesat eller afstraffet af en autoritet.